# International Maritime Dangerous Goods Code

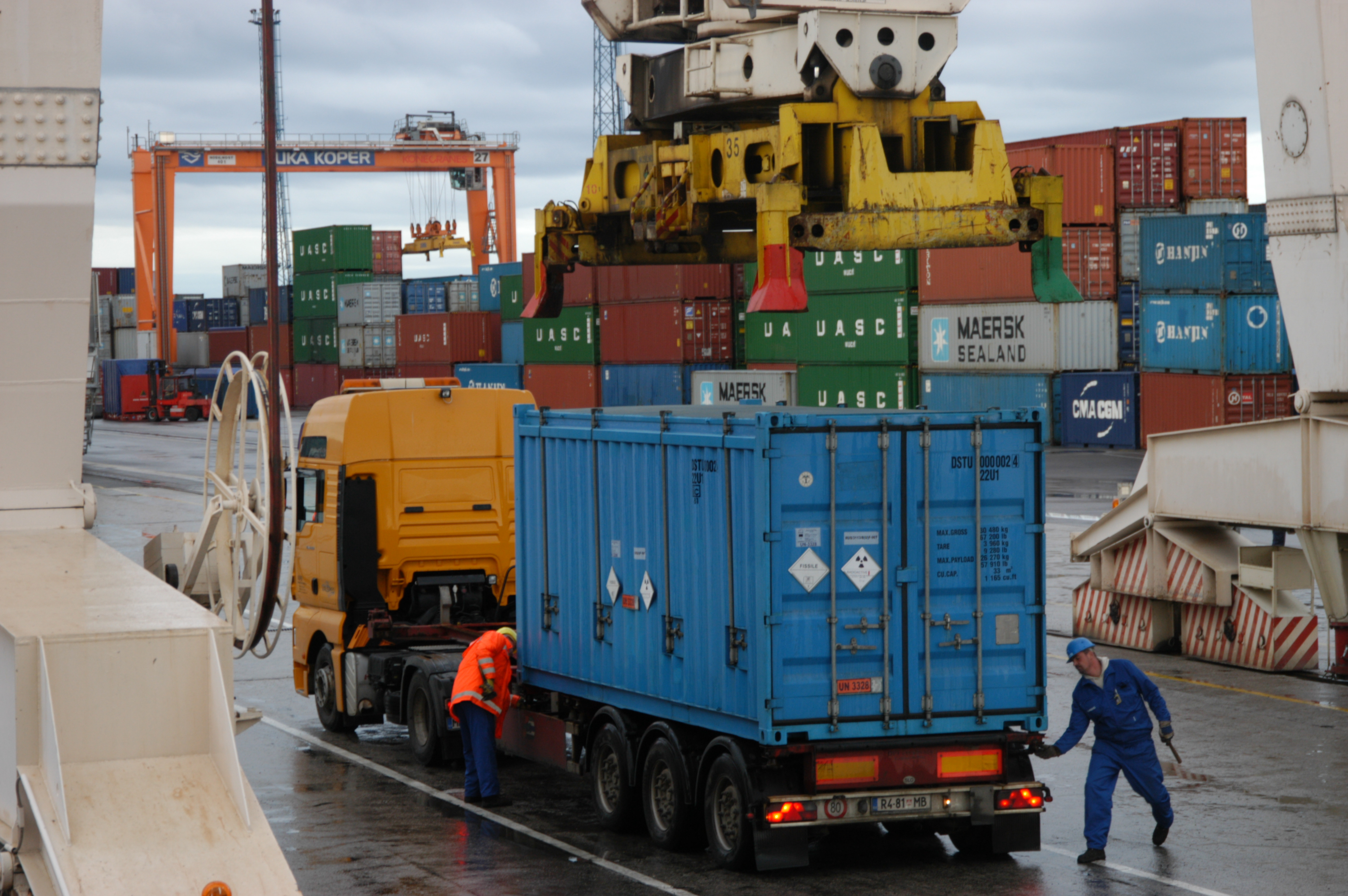
Embarquement de matières dangereuses dans le port de Koper en Slovénie.

Vous pouvez aider à l'améliorer ou bien discuter des problèmes sur sa page de discussion.
- Il ne cite pas suffisamment ses sources. Vous pouvez indiquer les passages à sourcer avec {{référence nécessaire}} ou {{Référence souhaitée}}, et inclure les références utiles en les liant aux notes de bas de page. (Marqué depuis octobre 2022)
- Il manque de repères chronologiques ou de dates qu'il faudrait ajouter avec des sources. (Marqué depuis novembre 2009)
- Son texte doit être wikifié : il ne correspond pas à la mise en forme Wikipédia (style, typographie, liens internes, liens entre les wikis, etc.). (Marqué depuis octobre 2022)

- Archive Wikiwix
- Bing
- Cairn
- DuckDuckGo
- E. Universalis
- Gallica
- Google
- G. Books
- G. News
- G. Scholar
- Persée
- Qwant
- (zh) Baidu
- (ru) Yandex
- (wd) trouver des œuvres sur Wikidata

L'IMDG ou International Maritime Dangerous Goods Code est un guide international pour le transport des matières dangereuses en colis (y compris conteneurs et véhicules, à l'opposé du "vrac" directement placé en cale), destiné à tous ceux qui sont impliqués dans le transport maritime de ces marchandises. Il est recommandé aux gouvernements de l'adopter ou de l'utiliser comme base pour leur réglementation nationale. Il est composé de 2 volumes qui traitent des conditions de classification, emballage et moyens de transporter les marchandises dangereuses. Il est géré par le Sous-comité DSC (transport des marchandises dangereuses, des cargaisons solides et des conteneurs) de l'Organisation maritime internationale (OMI) et actualisé tous les 2 ans par amendements.
De plus, il émet des recommandations sur l'arrimage en pontée ou sous pont (stowage), la séparation des substances incompatibles (ségrégation), l'emballage, l'étiquetage, les documents pour l'expédition, le transport en conteneurs ou en citernes.
Enfin, il est obligatoire envers les Nations unies conformément à la Convention internationale pour la sauvegarde de la vie humaine en mer (SOLAS 1974) et la Convention internationale pour la prévention de la pollution par les navires (MARPOL 73/78).
Ce code est adopté en 1965, conformément à la convention SOLAS établie en 1960 par l'Organisation maritime internationale. Des formations à ce code sont dispensées, par exemple en Asie du Sud grâce à la compagnie Tirwin.
Diverses réglementations issues des recommandations de l’ONU régissent, à travers le monde, le transport des marchandises dangereuses.

## L’aspect normatif

### La Convention SOLAS (Safety Of Life at Sea)
L’intégralité du chapitre VII de la Convention SOLAS est consacrée au transport de marchandise dangereuse. Dans celui-ci, seule la partie A “Transport des marchandises dangereuses en colis ou sous forme solide en vrac” est consacré en partie à la matière qui nous occupe ici.

### Le Code IMDG
En réalité, les dispositions détaillées concernant les marchandises dangereuses en colis sont contenues dans un texte issu d’une résolution de l’OMI (A.716(17)) intitulé Code Maritime International des Marchandises Dangereuses, en anglais code IMDG.
La première notion de code sur les marchandises dangereuses a été́ évoquée en 1929 lors d’une conférence sur la sauvegarde de la vie en mer et il a été recommandé pour la première fois en 1965. 
Longtemps simplement recommandé, le Code IMDG est désormais obligatoire, sauf exceptions, à bord des navires soumis à la Convention SOLAS (VII/3), mais il était déjà en vigueur depuis longtemps sur les navires français. Plus particulièrement, l’édition du Code de 2002 est devenue obligatoire au 1er janvier 2004. 
Puis la version amendée 35-10 de l’IMDG est entrée en vigueur le 1er janvier 2011 sur une base volontaire et est devenue obligatoire pour tous les pays un an plus tard en 2012. 
Il est actualisé tous les 2 ans par amendements, l’amendement (MSC : 36-12) du code IMDG a été adopté et est entré en vigueur le 01/01/2014.
En France, un arrêté du 23 novembre 1987, modifié, l’a rendu applicable par la division 411 du Code de sécurité des navires, annexé. Cette division vient compléter les dispositions du code IMDG et définir les dispositions spécifiques au transport de marchandises dangereuses (TMD) en colis à bord de navires effectuant des voyages nationaux.
L’arrêté du 1er décembre 2014 modifie celui de 1987 en actualisant les mesures nationales mises en œuvre pour appliquer les dispositions de la réglementation internationale relatives au transport maritime de marchandises dangereuses en colis.
Plus récemment, l’arrêté du 7 décembre 2015 modifie celui de 1987 notamment en augmentant son champ d’action aux îles Wallis et Futuna, à la Polynésie française, à la Nouvelle-Calédonie et aux Terres australes et antarctiques française. Il est entré en vigueur le 1er janvier 2016.

## Le champ d’application
Le code IMDG est obligatoire pour tous les navires soumis à la convention SOLAS, et qui transportent des marchandises dangereuses en colis (emballées et conteneurisées) ainsi que des substances ou matières polluantes pour le milieu marin, incluant les navires de charges d’une jauge brut inferieure à 500 UMS et les navires à passagers.
Il émet des recommandations sur l'arrimage en pontée ou sous pont (stowage), la séparation des substances (ségrégation), l'emballage, l'étiquetage, les documents pour l'expédition, le transport en conteneurs ou en citernes et les pollutions maritimes. 
Cette réglementation s’applique aussi pendant les traversées maritimes lorsqu’un véhicule emprunte un car-ferry.

## La structure du Code
Composé de 7 parties, ce code aborde notamment la classification des marchandises dangereuses, la réglementation sur le transport de ces marchandises, les emballages, l’étiquetage, ainsi que les règlements dans les ports maritimes et portuaires locaux.

### Volume 1
Le volume 1 (parties 1, 2, 4, 6 et 7) regroupe les dispositions générales et définitions, avec renseignements sur les neuf classes de marchandises concernées, les dispositions relatives à l’emballage, aux procédures d’expédition et aux opérations de transport.

#### Partie 1: Dispositions générales, définitions et dispositions concernant la formation
La partie 1 donne les dispositions générales et le domaine d’application du Code. Elle contient la Partie A de la SOLAS, l’annexe 3 de MARPOL et une partie de la convention internationale de 1972 sur la sécurité des conteneurs. 
La partie 1 pose des définitions, les unités de mesure et les abréviations. 
Elle fait ensuite référence aux dispositions concernant la formation du personnel à terre et du personnel en mer quant au transports/stockage de la marchandise, aux risques encourus et aux dispositions liées à la sureté. 
Enfin la partie 1 fait référence aux dispositions pour le transport de matières dangereuses à haut risque ainsi que pour le transport de matières radioactives.

#### Partie 2 : Classification
Dans cette partie du Code, les marchandises dangereuses sont classées et subdivisées pour définir et décrire les caractéristiques et les propriétés des matières et objets relevant de chaque classe. 
Il existe 9 classes, chacune divisée en divisions, les marchandises sont classées selon le risque qu’elles présentent. Chaque marchandise dangereuse possède un numéro ONU et a des désignations officielles.
- Classe 1 : Les matières et objets explosibles
- Classe 2 : Les gaz
- Classe 3 : Les liquides inflammables
- Classe 4 : Les solides inflammables
- Classe 5 : Les matières comburantes et peroxydes organiques
- Classe 6 : Les matières toxiques et matières infectieuses
- Classe 7 : Les matières radioactives
- Classe 8 : Les matières corrosives
- Classe 9 : Les matières et objets dangereux divers

#### Partie 3: Liste des marchandises dangereuses, dispositions spéciales et exceptions
(Cette partie appartient au Volume 2 du Code et sera traitée plus bas.)

#### Partie 4 : Dispositions relatives à l’utilisation des emballages et des citernes
La partie 4 du code IMDG est divisée en 3 chapitres.
- Chapitre 1 : il contient des définitions, des dispositions générales, des dispositions spéciales, des instructions d’emballages

- Chapitre 2 : il rappelle les dispositions générales relatives à l’utilisation des citernes mobiles et leur construction.
- Chapitre 3 : il rappelle les dispositions générales relatives à l’utilisation des conteneurs pour vrac.

#### Partie 5 : Procédures d’expédition
La partie 5 du code IMDG est divisée en 5 chapitres.
o  Chapitre 1 : il énonce les dispositions relatives à l’expédition de marchandises dangereuses en ce qui a trait aux autorisations d'expéditions et notifications préalables, au marquage, à l’étiquetage, à la documentation et au placardage.
o  Chapitre 2 : il détaille les dispositions qui s’appliquent essentiellement au marquage et à l’étiquetage des marchandises dangereuses en fonction de leurs propriétés.
o  Chapitre 3 : il renseigne sur les dispositions relatives au placardage des engins de transport (emplacement des plaques-étiquettes, caractéristiques des plaques-étiquettes, signalement du type de marchandise dangereuse…
o  Chapitre 4 : il rappelle les informations que l’expéditeur doit fournir au transporteur et les documents requis à bord du navire. Ces informations peuvent être traitées et échangées de manière électronique (TEI : traitement informatique de l’information, EDI : échange de données informatisé) mais l’expéditeur doit pouvoir produire sans délai ces informations sous forme de document sur papier.
o  Chapitre 5 : il traite des dispositions spéciales applicables aux engins de transport sous fumigation, de la formation des personnes ayant à s’occuper de la manutention de ces engins, de leur marquage et placardage... Il énonce aussi les dispositions spéciales (marquage, documentation) applicables aux colis et aux engins de transport contenant des matières présentant un risque d’asphyxie lorsqu’elles sont utilisées à des fins de réfrigération ou de conditionnement (neige carbonique, azote liquide réfrigéré...). 

#### Partie 6: Construction des emballages, des grands récipients pour vrac et autres conteneurs
La partie 6 du code IMDG est divisée en 9 chapitres :
o  Chapitre 1 : il traite des dispositions relatives à la construction des emballages selon le matériau et aux épreuves qu’ils doivent subir. Il définit le marquage.
o  Chapitre 2 : il traite des dispositions relatives à la construction des récipients à pression, générateurs d’aérosols, récipients de faible capacité́ contenant du gaz et cartouches pour pile à combustible contenant un gaz liquéfié inflammable et aux épreuves qu’ils doivent subir.
o  Chapitre 3 : il traite des dispositions relatives à la construction des emballages pour les matières infectieuses et aux épreuves qu’ils doivent subir.
o  Chapitre 4 : il traite des dispositions relatives à la construction des colis pour les matières radioactives, aux épreuves qu’ils doivent subir, à leur agrément et à l’agrément de ces matières (ces colis sont transportés par voie aérienne uniquement).
o  Chapitre 5 : il traite des dispositions relatives à la construction des grands récipients pour vrac (GRV) et aux épreuves qu’ils doivent subir.
o  Chapitre 6 : il traite des dispositions relatives à la construction des grands emballages et aux épreuves qu’ils doivent subir.
o  Chapitre 7 : il traite des dispositions relatives à la conception et à la construction des citernes mobiles et des conteneurs à gaz à éléments multiples (CGEM) et aux contrôles et épreuves qu’ils doivent subir.
o  Chapitre 8 : il traite des dispositions relatives aux véhicules-citernes routiers.
o   Chapitre 9 : il traite des dispositions relatives à la conception et à la construction des conteneurs pour vrac et aux contrôles et épreuves qu’ils doivent subir.

### Volume 2
Le volume 2 (partie 3 : Liste des marchandises dangereuses, dispositions spéciales et exceptions) contient la liste des marchandises dangereuses, équivalent aux anciennes fiches des éditions précédentes, présentée sous forme de tableau, et l’index des matières.
La liste des marchandises dangereuses de la 3.2 énumère un grand nombre de marchandises dangereuses parmi les plus couramment transportées. La liste comprend des rubriques consacrées à des matières chimiques et objets spécifiques ainsi que des rubriques "génériques" et "non spécifiées par ailleurs" car il est difficile d'inclure une rubrique distincte pour chaque matière chimique ou objet qui a une importance commerciale par l'indication spécifique de son appellation. Donc toute marchandise dangereuse doit être répertoriée dans cette liste nommément ou dans une rubrique.         
On pourra aussi y trouver des dispositions spéciales pour certains objets et des dispositions quant à l’emballage en quantité limitée.

### Supplément
Le code IMDG est complété par un supplément où sont regroupés, outre le recueil INF, certaines informations nécessaires à l’utilisation pratique du Code comme les consignes d’urgence Fiches de Sécurité (FS) et un Guide des soins médicaux d’urgence (GSMU).
Le supplément renferme les consignes d'interventions d'urgences pour les navires transportant des marchandises dangereuses (Guide FS), le guide de soins médicaux d'urgence (GSMU), la description des Procédures de comptes rendus des évènements mettant en cause des marchandises dangereuses, des substances nuisibles et/ou des polluants marins, les recommandations sur l'utilisation des pesticides à bord des navires, le Recueil international de règles de sécurité pour le transport de combustible nucléaire irradié, de plutonium et de déchets hautement radioactifs (recueil INF) ainsi que les circulaires du Comité de la simplification des formalités (FAL) et du Sous-comité du transport des cargaisons et des conteneurs (CCC).